# Tualibudine Mussa
Tualibudine Mussa (3 marzo 1994) è un canoista mozambicano.

## Biografia
Ai Giochi panafricani di Rabat 2019 ha vinto la medaglia d'oro nel C-2 200 metri, in coppia col connazionale Nordino Mussa.

## Palmarès
- Giochi panafricani
- Rabat 2019: oro nel C-2 200 metri;